# 1992 CF
1992 CF är en asteroid i huvudbältet som upptäcktes den 8 februari 1992 av den japanska astronomen Satoru Otomo i Kiyosato.
Asteroiden har en diameter på ungefär 5 kilometer.